# محمد بن علي الراوندي
نجم الدين أبو بكر محمد بن علي بن سليمان الرّاوندي ، ينتسب إلى أسرة من أهل العلم في بلدة راوند، من مصنفاته كتاب : راحة الصدور وآية السرور في تاريخ الدولة السلجوقية، لم تشر المصادر إلى سنة ولادته ولم يذكر ذلك في كتابه راحة الصدور.
توفي والده وهو لا يزال في صباه بعد أن أنهى دراسة الأدب واللغة، فالتحق بخاله تاج الدين أحمد بن محمد الراوندي وكان من علماء الشريعة والحديث والتفسير والأدب وعلم الكلام، ومن ذوي الحظوة والمكانة لدى سلاطين الدولة السلجوقية ، فتتلمذ على يديه مدة عشر سنوات، ( 570 هـ - 580 هـ )، استطاع خلالها أن يزور بغداد وحواضر العراق الزاخرة بالعلم والعلماء، فتعلم بها كثيراً من الفنون وأتقن مهنة التجليد والتذهيب للمصاحف والكتب العلمية، التي حاز بها حضوة لدى سلاطين الدولة السلجوقية، كما تهيأت له الفرصة للتتلمذ على بعض علماء العراق كبهاء الدين اليزدي، و فخر الدين البلخي وصفي الدين الأصفهاني ونال منهم إجازات في التدريس.
اضطر بعد سقوط دولة السلاجقة على أيدي الخوارزميين إلى العمل لكسب قوته، ثم قضى أواخر سنين حياته في العزلة عن الناس، عاكفاً على تصنيف كتابه راحة الصدور وآية السرور في تاريخ الدولة السلجوقية، بدأه في سنة 599 هـ، وخصصه في ذكر تاريخ دولة السلاجقة العظام في كرمان.
كانت وفاته سنة ( 643 هـ/ 1245 م).